# لیبرتی هیل، شهرستان فرانکلین، آلاباما
لیبرتی هیل (به انگلیسی: Liberty Hill) یک منطقهٔ مسکونی در ایالات متحده آمریکا است که در شهرستان فرانکلین، آلاباما واقع شده‌است. لیبرتی هیل ۲۹۹٫۰۱ متر بالاتر از سطح دریا واقع شده‌است.